# Kihon
Kihon, prevedeno na hrvatski znači osnovna tehnika ili osnova, ali možda najbolje kao osnove karatea. Ovo objedinjuje sve osnovne tehnike karatea kao što su udarci rukom, udarci nogom, stavovi, blokovi i dr. Kakogod, ovo je samo opći izgled karatea. Kihon nije jedino što početnik uči i što autsajder vidi, nego ide u srce onoga za što osnovne tehnike stvarno služe. Ravnoteža, brzina, snaga, izbor momenta, koncentracija i mnogo drugih stvari su pravi kihon, a to nastaje beskonačnim ponavljanjem tehnika. Zato se za kihon kaže da je osnova karatea.